# 隴川県
隴川県（ろうせん-けん）は中華人民共和国雲南省徳宏タイ族チンポー族自治州に位置する県。

## 歴史
隴川地区は450年に保山卡斯窪に居住するタイ族首領であった法賽練が367戸を率いて南宛河に移住したのが始まりである。1160年（紹興30年）、麓川思氏が勐卯（現在の瑞麗）の部族を統一した際に隴川もその勢力下に組み込まれた。
その後中央王朝の冊封大勢に組み込まれていたが、中華民国が成立すると1912年に弾圧委員会が設置、1916年には行政委員会、1932年には政治局が設置され近代行政組織への編入が実施された。
新中国成立後は1951年12月21日、各民族連合政府として隴川県が設置され保山専区の管轄とされた。同年10月に瑞麗、隴川両県が合併し瑞麗県とされたが、1959年9月に再び分割され隴川県が設置された。

## 行政区画
下部に4鎮、4郷、1民族郷を管轄する。
- 鎮
  - 章鳳鎮、隴把鎮、景罕鎮、城子鎮
- 郷
  - 護国郷、清平郷、王子樹郷、勐約郷
- 民族郷
  - 戸撒アチャン族郷

## 交通

### 道路
- 高速道路
  - S47 瑞隴高速道路

- 国道
  - G556国道

- 省道
  -  334省道

- 県道
  -  214県道

## 健康・医療・衛生
- 隴川県人民医院
- 隴川県中医医院
- 隴川県婦幼保健院